# Tadija Kačar
Tadija Kačar, född den 5 januari 1956 i Perućica, dåvarande Jugoslavien, är en jugoslavisk boxare som tog OS-silver i lätt mellanviktsboxning 1976 i Montréal. I finalen förlorade han mot polske Jerzy Rybicki med 0-5.